# 2002年冬季奥林匹克运动会贿选丑闻
2002年冬季奥林匹克运动会贿选丑闻指美国犹他州盐湖城在申办2002年冬季奥林匹克运动会时贿赂国际奥林匹克委员会成员的丑闻。1995年前，盐湖城四次申办冬奥会，皆失败。在1995年第五次申办冬奥会的时候终于成功。1998年爆出奥委会成员在申办过程中收受盐湖城奥组委的贿赂，投票给盐湖城，从而使得盐湖城得到举办权。贿赂包括现金、奢侈的娱乐和旅行、给奥委会成员的亲属以奖学金或工作、房地产优惠和报销整容手术费用等。十名奥委会成员因此被解职或辞职，另外十名被警告。盐湖城奥组委的领导Tom Welch和Dave Johnson被美国司法部起诉作假和贿赂，后被裁定无罪。调查也发现在1998年冬奥会和2000年奥运会的申办中也有奥委会成员收礼的现象。